# 가평 전투
가평 전투(Battle of Kapyong, 중국어 간체자: 加平战斗, 병음: Jiā Píng Zhàn Dòu)는 1951년 4월 22일부터 25일까지 유엔사령부 소속 오스트레일리아, 캐나다, 뉴질랜드, 영국군 부대가 중국인민지원군과 가평에서 맞붙은 전투이다. 전투는 중공군 춘계공세 때 발생했으며, 제27보병여단은 남쪽의 서울로 이어지는 주요 도로 중 하나인 가평 일대에 방어진지를 구축했다. 오스트레일리아 왕립 연대 제3대대와 프린세스 패트리샤 캐나다 경보병연대 제2대대가 전방대대의 임무를 맡았으며 뉴질랜드 제16포병연대, 그리고 미군 박격포 부대와 셔먼 전차 15대가 이들을 지원했다. 사창리 전투에서 패배한 대한민국 제6사단 병사들이 협곡을 통해 철수하자 중국인민지원군은 여단의 방어지역으로 침투해 504고지에 위치한 오스트레일리아군을 공격했고, 전투는 다음날까지 이어졌다.
수적으로 열세였음에도 불구하고, 제27보병여단은 오스트레일리아군이 여단의 측면으로 후퇴하기 직전까지 진지를 고수했다. 양측 모두 큰 피해를 입었고, 중공군은 677고지에 위치한 캐나다군을 공세의 주요 목표로 변경했다. 하지만 격렬한 야간 전투 이후, 중공군은 캐나다군을 물리칠 수 없었다. 격렬한 전투 동안 2개의 대대는 중공군 사단을 막아내는 데 성공했고, 중국인민지원군은 4월 25일 가평 북쪽으로 철수했다. 가평 전투는 중공군 춘계공세를 저지하는데 큰 기여를 했고, 캐나다군과 오스트레일리아군이 가평에서 보여준 전투는 중부 전선에 있던 유엔군사령부의 전선이 돌파되는 것을 저지하는데 도움이 되었다. 이 전투는 6.25 전쟁 당시 오스트레일리아군과 캐나다군이 수행한 전투 중 가장 위대한 전투 중 하나로 잘 알려져 있다.

## 배경

### 전황
유엔이 1951년 2월부터 4월까지 수행한 반격공세는 매우 성공적이었다. 미국 제8군은 인민지원군을 킬러 작전 때 한강 북쪽으로 몰아냈고, 리퍼 작전 기간인 3월 중순에는 서울이 탈환되었다. 그리고 유엔군은 38선 이북으로 다시 진출할 수 있었다. 그럼에도 불구하고, 유엔군 사령관이었던 원수 더글라스 맥아더와 미국 대통령 해리 S. 트루먼의 경색된 관계는 맥아더를 유엔군 총사령관에서 해임하게 하였고, 그의 후임으로 매슈 리지웨이 장군이 임명되었다. 뒤이어 1951년 4월 14일, 제임스 밴 플리트가 리지웨이의 뒤를 이어 미국 제8군과 주한 유엔군의 사령관이 되었다. 같은 날 리지웨이는 맥아더를 대체하기 위해 도쿄로 날아갔다. 한편 공세는 일련의 짧은 공격들로 지속되었다. 3월 말 시행된 용기 작전에서 유엔군은 38선으로부터 8km 남쪽인 벤튼선까지 진출했고, 4월 초의 러그드 작전에서는 38선 바로 위쪽인 캔자스선까지 진출했다. 그리고 최종적으로 미국 제8군은 4월 중순 유타선까지 진출했다.
매화산 전투 이후 유엔군이 꾸준히 북진하면서 제27보병여단은 미국 제9군단의 예비군으로서 복무했다. 1951년 4월, 여단은 1개의 오스트레일리아 대대, 1개의 캐나다 대대, 그리고 2개의 영국 대대를 합한 총 4개의 대대로 구성되어 있었다. 이들은 각각 오스트레일리아 왕립 연대 제3대대, 프린세스 패트리샤캐나다 경보병 연대 제2대대, 미들섹스 연대 제1대대, 아르길 서덜랜드 하일랜더즈 제1대대였다. 여단장 배질 코드가 3월 23일 특별 배려로 홍콩으로 떠났기에, 여단은 현재 브라이언 아서 버크의 지휘를 받고 있었다. 뉴질랜드 제16포병연대가 88mm 오드넌스 QF 25파운더 야전포로 제27보병여단을 지원하고 있었다. 오스트레일리아 왕립 연대 제3대대는 이안 브루스 퍼거슨의 지휘 하에 있었다. 패트리샤 공주 캐나다 경보병연대 제2대대는 이 무렵 제임스 스톤이 지휘했다. 중앙 구역에 배치되었던 여단은 미국 제9군단의 일부였으며, 제9군단에는 미국 제24보병사단, 대한민국 제2보병사단, 미국 제7보병사단, 제6보병사단이 포함되어 있었다. 제9군단의 군단장은 소장 윌리엄 M. 호지였다.

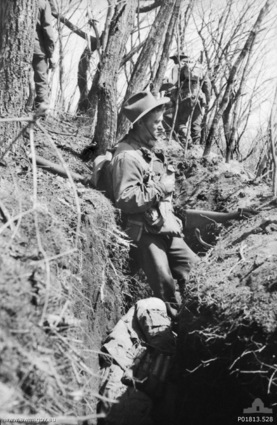
제3RAR이 1951년 4월 16일 "샐먼"에 있는 중공군 참호를 점령하고 있다.

이 무렵 제27여단은 미국 제24사단에 배속되어 있었으며, 3월 말 조종암 계곡을 따라 북쪽으로 진격하여 3월 31일 벤튼 선에 도달했다. 여단은 이후 제9군단과 함께 가평천의 좁고 깊은 계곡을 따라 동쪽으로 10km 진격했다. 4월 3일부터 제27여단은 러그드 작전의 일환으로 12일 동안 강을 따라 30km를 진격했다. 비록 이 계곡은 중국인민지원군이 지키고 있지는 않았지만, 언덕 꼭대기에 숨어든 소규모 보병 집단이 능수능란하게 방어하고 있었다. 4월 8일 여단은 격렬한 저항에 부딪히면서 "캔자스 선"에 도달하는 동안, 측면 언덕과 능선을 따라 전진하면서 연이어진 진지를 점령했다. 4월 11일 맥아더가 해임된 다음 날, 짧은 작전 휴식을 취한 후, 유타선을 향해 여단은 5km 진격했다. 중국인민지원군의 저항은 눈에 띄게 늘어났고, 여단의 초기 목표는 4월 13일이 되어서야 미들섹스 연대가 점령하였다.
유타선을 향한 접근로는 900m 고지 2개가 가로막고 있었다. 사딘 고지가 1km 북쪽에 있었고, 샐먼 고지가 800m 더 북쪽에 있었다. 미들섹스 연대는 4월 14일 사딘 고지를 여러 차례 점령하려고 시도했지만 격퇴당했고, 오스트레일리아 왕립 연대 제3대대에게 이 임무가 넘어갔다. 제3대대의 A 중대는 산마루를 점령했고, 이 과정에서 중국인민지원군 10명이 죽고 20명이 부상을 입었다. 오스트레일리아군은 8명이 부상을 입었다. 다음 날 아침, 제3대대 C 중대가 가벼운 저항 속에 사격 한 번 없이 샐먼 고지를 점령했다. 고지 점령 후 중국인민지원군이 포격을 가해 오스트레일리아군 2명이 부상을 입었고, 이후 공습으로 중국인민지원군의 반격 시도를 저지했다. 한편, 패트리샤 공주 캐나다 경보병연대 제2대대는 우측으로 진격을 계속해 4월 15일 795고지를 점령했다. 중국인민지원군의 연이은 진지에서의 활발한 지연 행동에 직면한 캐나다군은 다음날 아침이 될 때까지 최종 목표였던 826고지를 점령하지 못했다.

## 서막

### 중공군 춘계공세

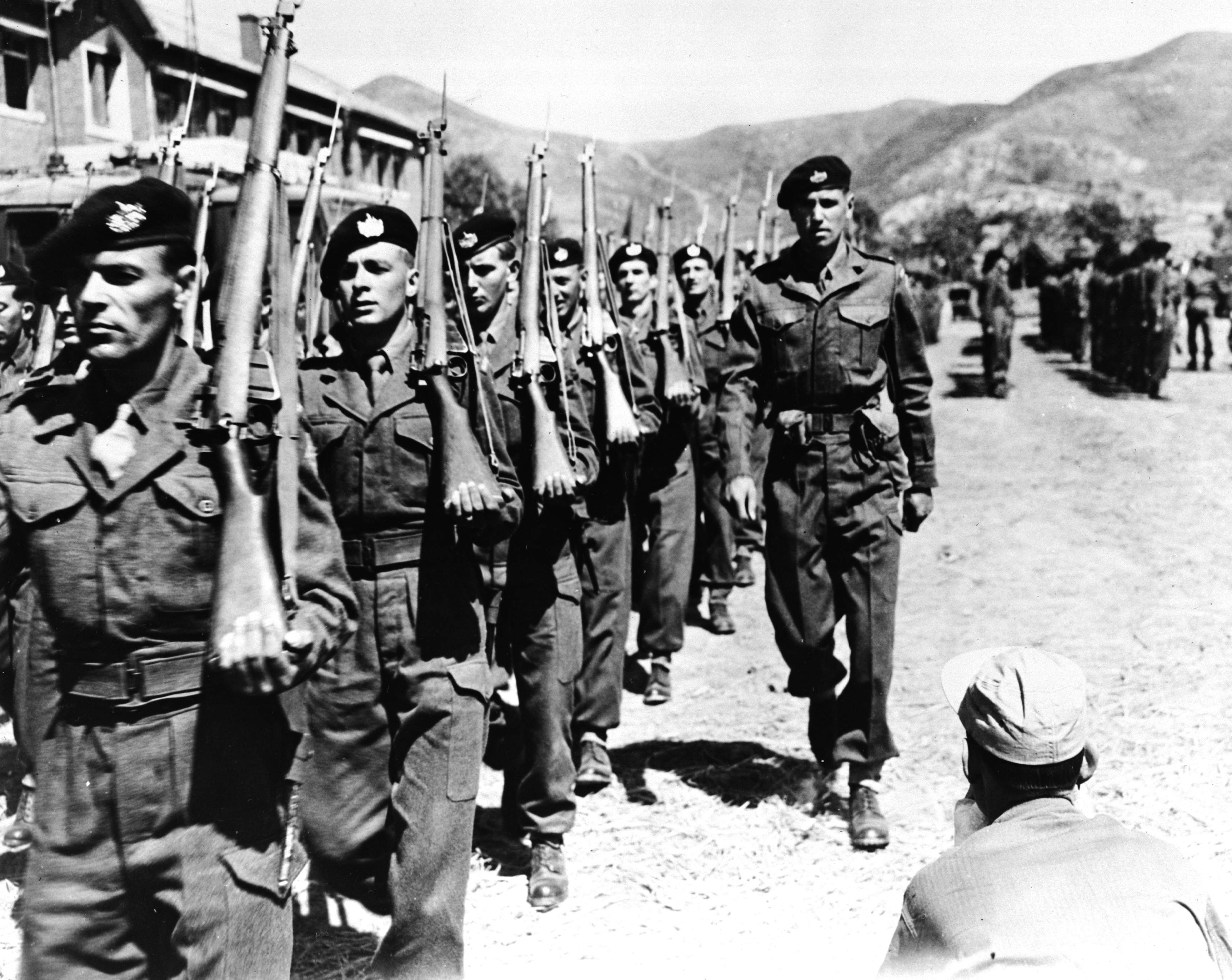
1951년 4월 중공군과의 설마리 전투에서 공을 세운 영국군 글로스터셔 연대.

유타선에 도달한 이후, 제27보병여단은 4월 17일 전선에서 물러난 뒤, 해당 지역을 대한민국 제6사단에 인계했다. 버크는 이후 서울에서 동해안으로 가는 주요 도로에 있는, 이전에 파괴되었던 마을 가평 북쪽의 예비 진지로 이동할 것을 대대에게 명령했다. 정보부는 중국인민지원군의 새로운 공세가 임박했음을 알려주었고, 여단이 예비진지에서 휴식을 취하는 동안 이들은 3시간 전에 제9군단을 지원하기 위해 이동했다. 지난 7달 동안 연속적으로 작전을 수행했기 때문에 영국군은 예비군 기간 동안 여단의 대부분을 쉬게 할 예정이었다. 아르길 대대와 미들섹스 대대는 홍콩에서 오는 새로운 2개 대대로 대체될 예정이었고, 버크와 제27여단 본부는 4월 말 여단장 조지 테일러와 제28보병여단으로 대체될 예정이었다. 전쟁에 대한 캐나다의 지원 증대의 일환으로, 캐나다군은 5월에 새로 창설된 제25캐나다보병여단으로 전환될 예정이었다. 여단 본부 선발대와 아르길 대대는 4월 19일 서울을 떠나 홍콩으로 출발할 예정이었고, 남아있는 영국군 대대는 2주 후에 떠날 예정이었다. 오스트레일리아 왕립 연대 제3대대는 전환되지 않고 전쟁 전 기간 동안 여단의 일환으로 남아있을 예정이었고, 대신에 독자적인 보충 체계를 운용했다.
한편, 철의 삼각지대로의 진군 작전이었던 돈틀리스 작전에 대한 계획이 시작되었다. 철의 삼각지대는 남쪽의 철원군과 김화군, 그리고 북쪽의 평양 사이에 있는 중국인민지원군과 조선인민군의 중요한 군사집결지이자 통신연결점이었다. 만일의 사태에 대비한 계획에는 미국 제8군이 연이은 진지에 지연 작전을 수행하여 중국인민지원군의 또 다른 공세를 예방하는 것도 포함되어 있었다.중국인민지원군과 조선인민군의 포병부대와 병참체계의 가시적인 강화를 포함하여 공산군의 공격이 임박했다는 추가적인 징후로 리지웨이는 밴 플리트에게 와이오밍선을 넘어서 공격을 가하지 말라고 명령했다. 그럼에도 불구하고 자신감이 있었던 리지웨이는 공세의 규모를 넓혀 동부 구역에 '앨라배마선'이라는 제2차 목표선을 지정했다. 그러나 밴 플리트는 4월 21일 공세를 개시했지만 그 다음 날 중국인민지원군과 조선인민군의 더 강력한 공세를 마주해야 했다.

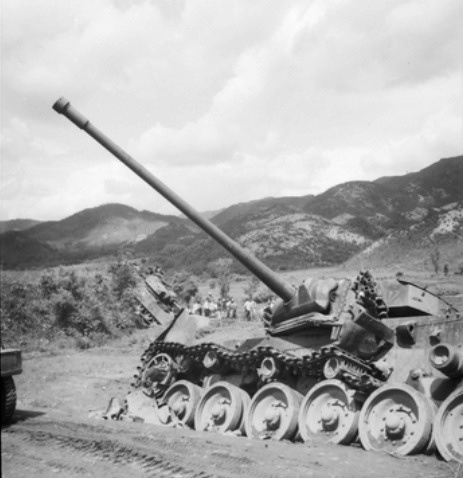
영국 센추리온 전차가 1951년 4월 말 설마리 전투에서 파괴된 채 있다.

중공군 춘계공세 또는 중공군 제5차 전역은 한강 북쪽에 있는 미국 제1군단과 제9군단을 완전히 격파하는 것을 목표로 했다. 이 공세에는 중국인민지원군 집단군 3개(제3집단군, 제9집단군, 제19집단군)와 조선인민군 군단 3개(제1군단, 제3군단, 제5군단이 참여했으며, 펑더화이가 이들 부대의 총사령관이었다. 서울을 점령하는 것이 최우선의 목표였기 때문에, 4월 22일에 공세가 개시되었다. 미군 제1군단이 점령한 서부 지역의 임진강을 도하하는 주 공격에는 서울을 향해 진격하는 337,000명의 병력이 포함되어 있었다. 부차적인 임무에는 149,000명의 병력이 포함되어 있었고, 이 임무는 더 동쪽의 소양강을 건너 미국 제9군단 대부분과 미국 제10군단 일부에 소속된 중앙 및 동부 구역을 공격하는 것이었다. 여기에 214,000명의 중국인민지원군이 공세를 지원했다. 총 700,000명 이상의 중국인민지원군이 공세에 참여하는 것이었다. 준비의 일환으로, 전투에 단련된 제13집단군의 제39군과 제40군은 쑹스룬이 지휘하는 제9군집단 휘하 부대로 전환되었고, 제40군 사령관 원유첸은 가평에서 임진강으로 향하는 유엔군 증원군을 막는 한편, 대한민국 제6사단을 격멸하는 임무를 맡았다.
152,000명의 대한민국 국군, 245,000명의 미군, 11,500명의 영연방군, 그리고 기타 유엔 회원국에서 온 병력 10,000명을 포함한 418,000명의 유엔군이 공세를 맞닥뜨렸다. 그러나, 미국 제8군이 전선을 따라 대규모 침투를 막을 만큼 충분히 강하지 않았기 때문에, 중국인민지원군 보병 상당수가 유엔군의 측면을 휩쓸고, 유엔군의 철수를 막기 위해 전체 부대들을 포위했다. 제1군단 구역에서 서울로 향하는 중국인민지원군의 주요 공격로에 놓여있었던 부대는 제29보병여단이었다. 임진강에 주둔한 여단은 이틀 동안 중국인민지원군 2개 사단을 저지하여 서울 점령을 막았지만, 영국군의 전쟁 중 가장 참혹한 교전으로 많은 사상자가 발생했다. 전투 중 글로스터셔 연대 1대대의 대부분은 설마리 전투에서 완강한 저항으로 죽거나 포로가 되었다. 대대의 지휘관 제임스 카네 중령은 그의 대대가 포위된 이후 빅토리아 훈장을 받았다. 결국 제29여단은 캔자스선을 방어하는 중에 1,091명의 사상자가 발생했고, 중국인민지원군 제63군에 상당한 피해를 입고 약 10,000명의 사상자가 발생했음에도 불구하고 글로스터셔 연대의 손실은 영국과 유엔 사령부 내에서 논란을 야기했다. 한편, 더 동쪽의 제9군단 구역에서는 중국인민지원군 제40집단군 제118사단과 제20집단군 제60사단이 4월 22일 밤 대한민국 제6보병사단을 공격할 준비를 마쳤다.

### 대한민국 국군의 붕괴

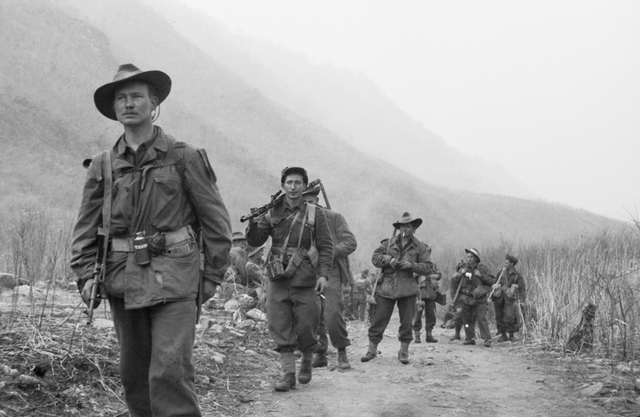
1951년 3월 1일 587고지를 공격하기 위해 614고지에서 이동 중인 오스트레일리아 왕립 연대 제3대대 C 중대. 이들은 가평 전투에도 참전하였다.

대한민국 국군은 가평천 계곡 북쪽 끝의 진지를 사수하고 있었으며, 제27여단을 구원하기 위해 북쪽으로 10km 진격했다. 그러나 중국인민지원군의 공격이 예상되자, 사단장이었던 장도영은 오후 4시에 공세를 멈추고 2개의 선발 연대였던 제19보병연대와 제2보병연대에게 협력하여 방위 태세로 들어갈 것을 명령했다. 한편 제7보병연대는 선발 연대 바로 뒤쪽에서 예비 진지를 구축했다. 방어에 대한 평판이 안 좋았던 대한민국 국군은 뉴질랜드군 야포와 미국 제213야전포병대대의 M101 105mm 곡사포 지원을 받고 있었다. 그럼에도 불구하고, 공세를 중지한지 1시간이 지나 방어시설을 구축했지만 대한민국 국군 선발부대는 일련의 고지 지역만 점령하고 계곡과 측면을 노출시켰다. 중국 제118사단과 제60사단이 오후 5시에 대한민국 국군을 공격했으며, 이들은 대한민국 국군이 허술하게 구축한 방어 지점들을 여러 곳에서 쉽게 돌파할 수 있었다. 모든 전선에서 압박을 받자, 대한민국 국군은 곧바로 거의 모든 지역을 내주고 돌파당했다. 대한민국 국군은 무기, 장비, 차량을 모두 버렸으며, 흩어진 채 산과 계곡을 따라 남쪽으로 도주했다. 오후 11시에 장도영은 그의 모든 부대와 통신이 두절되었음을 인정해야 했다. 다음 날 오전 4시, 뉴질랜드군은 손실을 막기 위해 철수하자는 결정을 내렸다. 그러나 대한민국 국군이 저항하고 있다는 소식을 듣자, 뉴질랜드군은 다음 날 아침 미들섹스 연대를 방어군으로 삼고 계곡 쪽으로 되돌아가라는 명령을 받았다. 해가 지자 대한민국 국군이 사실상 붕괴되었음이 명백해졌고, 뉴질랜드군은 다시 철수했다.
한편, 미국 제1해병사단은 동쪽에서 중국인민지원군 제39군에 맞서 강력하게 저항했고, 이에 따라 대한민국 국군의 철수로 왼쪽 측면이 노출되었다. 그러나 중국인민지원군 제39군과 제40군은 제1해병사단의 반격 가능성으로 인해 제9집단군의 오른쪽 측면을 방어하는 임무만 맡았기 때문에, 중국인민지원군은 이 기회를 활용하지 못했고, 미군은 비교적 덜 공격받게 되었다. 그러나 미국 제1군단과 제9군단 구역의 유엔군 전방진지들은 중국인민지원군이 부대 사이에 틈을 비집고 들어왔기 때문에 점차 방어하기 어려워졌고, 밴 플리트는 아침 중반에 캔자스선으로 철수할 것을 명령했다. 호지는 곧이어 미국 해병대에게 북한강 뒤쪽의 화천호와 대한민국 제6사단이 점령한 새 지점 사이에 새로운 방어진지를 형성할 것을 명령했다. 호지의 계획은 대한민국 국군의 재편과 약간의 저항에 의존하고 있었으며, 2,500명의 후위 부대가 조금 늦게 진지를 구축했지만 전혀 싸울 상황이 아니었다. 돌파를 우려한 호지는 4월 23일 대한민국 국군이 위치를 고수하지 못할 것에 대한 예방으로 제27여단에게 가평 북쪽에 방어진지를 구축하라고 명령했고, 제27여단에게 남쪽의 서울로 이어지는 핵심 도로이자 중요한 보급로였던 17번 도로가 중국인민지원군에게 넘어가는 것을 막기 위해 마을로 이어지는 연결로 2개를 막는 임무를 주었다.
제27여단은 아르길 연대가 전투 직전에 출항을 준비하기 위해 부산으로 철수하는 바람에 3개 대대로 줄어들었다. 미들섹스 연대 역시 떠날 준비를 하고 있었고 예비부대가 된 상황이었다. 또한 계곡의 폭 때문에 지속적인 선형 방어가 불가능해지자, 버크는 이용 가능한 2개 대대를 양쪽의 고지에 배치해야 했다. 오스트레일리아 왕립 연대 제3대대는 강 동쪽의 504고지를 점령했으며, 패트리샤 공주 캐나다 경보병연대제2대대는 서쪽의 677고지를 점령했다. 한편 북서쪽에 있는 약 800m의 수덕산은 필요에 의해 무방비 상태로 내버려 두었다. 이 3개의 고지들은 강력한 자연방어진지를 형성했고, 주요 공세를 막는데 안성맞춤이었다. 그럼에도 불구하고, 여단 진지는 측면 보호 없이 노출되는 등 여러 가지 결함으로 어려움을 겪었고, 미들섹스 연대는 포를 가지고 북쪽으로 이동했기 때문에 중부 구역은 점령되지 않았다. 마찬가지로, 뉴질랜드군이 도착하기 전까지 여단은 포격 지원을 거의 받을 수 없었다. 만약 대규모의 중국인민지원군이 이 2개 부대가 도착하기 전에 먼저 도착한다면, 선발 중대들은 지원이 없는 상황이 될 것이었고, 차단당할 수 있는 가능성도 용인해야 했다. 특히 계곡의 노출된 중앙 지역을 통해 4km나 되는 통신망을 가진 오스트레일리아 왕립 연대 제3대대가 특히 공격에 노출될 수 있었다.

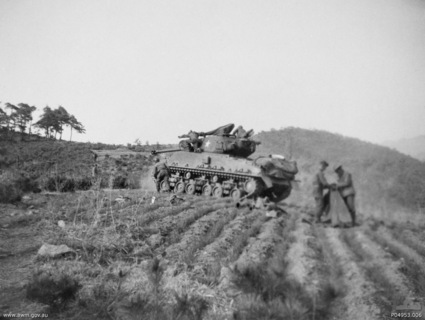
미국 M4A3E8 셔먼 전차가 1951년 4월 23일 전투 몇 시간 전에 가평에 도착했다.

각 대대는 분리된 중대 규모의 방어진지에 산 정상과 산골짜기를 따라 배치되었고, 7km의 강력한 방어전선을 형성하고 있었다. 방어해야 할 지역이 넓었기 때문에 각 중대는 넓게 퍼져 있었고, 상호 지원이 불가능했다. 대신 각 분대가 서로를 지원하기로 했으며, 각 중대는 사주 방어를 하기로 결정했다. 여단 본부는 4km 남쪽에 떨어진 계곡에 있었다. 뉴질랜드 포병 부대가 여전히 대한민국 국군을 지원하기 위해 전방에 있었기 때문에, 미국 제9군단은 B중대의 미국 제213야전포병대대 105mm 곡사포 포대와 12개의 M2 4.2인치 박격포, 제2화학박격포대대를 제27여단에 배정했다. 미국 제72중전차대대 A중대에서 온 15대의 M4 셔먼 역시 지원 부대로 배정되었다.
캐나다군은 곧 677고지를 점령하고 참호를 파기 시작했다. 캐나다군은 6개의 비커스 기관총을 여러 구역에 나눠서 배치해서 종심부를 강화했고, 진지의 틈새를 메우기 위해 방어 사격 전술을 사용했다. 한편, 오스트레일리아군은 504고지를 점령하였는데, D중대는 산 정상을, A중대는 북서쪽으로 가로지르는 산등성이를, 그리고 B중대는 강을 낀 작은 언덕을 차지했고, C중대는 산등성이 뒤쪽에서 예비부대로 남아있었다. 미국 미국 제9군단의 요구에 따라 퇴각하는 대한민국군을 통제하기 위해, 버크는 퍼거슨에게 죽둔리 마을 근처의 계곡의 낮은 지대에 사령부를 배치하라고 지시했다.
그러나 이는 퍼거슨의 상황 인식과 전투 통제 능력을 제한하고, 사령부를 침투에 노출시킬 수 있었다. 오후에는 바위가 매우 단단하다고 판명된 곳에 땅을 파고 약간의 덤불이 있는 산등성이에서 작은 사격호를 파는데 시간을 보냈다. 불과 몇 시간 만에 오스트레일리아군은 서둘러 방어 진지를 준비했지만, 포병 전방 관찰자들은 어두워질 때까지 중대 진지에 도달할 수 없었기 때문에 방어 사격 임무를 수행할 수 없었다.
미국 제72중전차대대 A중대의 중대장이었던 케네스 W. 코흐는 오스트레일리아군을 지원하기 위해 그의 분대를 파견했다. 504고지 동쪽 측면을 둘러가는 도로가 있었는데, 기갑부대를 파견하기에 딱 좋은 지역이었다. 5개의 전차로 구성된 1개 분대가 중국인민지원군이 도로를 사용하는 것을 막기 위해 오스트레일리아군 B중대 앞의 북쪽 전초기지를 점령했다. 또 다른 분대는 B중대와 함께 서쪽의 고지를 점령했고, 코치의 지휘전차는 대대 본부 근처에 배치되어 B중대에서 남쪽으로 약 800m 떨어진 가평천을 가로지르는 여울을 방어했다. 그러나 전차 부대는 현명하지 못하게도 보병 지원 없이 배치되었다. 오스트레일리아군과 미국 기갑지원부대의 지휘계통도 복잡했는데, 미국 지원부대가 평상시처럼 지휘계통에 속해있지 않았기 때문이었다. 오히려 코흐는 자신의 전투를 자유롭게 수행할 수 있었다. 그럼에도 불구하고, 76mm 주포와 M2 브라우닝 1정, M1919 브라우닝 2정으로 무장한 M4 셔먼 전차는 가공할만한 자산이었으며, 방어를 상당히 강화시켰다. 이에 대응해 중국인민지원군은 전차가 없었으며, 보병 부대가 약간의 3.5인치 대전차 로켓포를 가지고 있었을 뿐이었다.
오후 8시가 되자 수많은 대한민국 국군이 흩어진 채 여단이 고수하고 있었던 전선 사이의 틈으로 철수했고, 대부분의 국군은 오스트레일리아군 쪽으로 이동했다. 대한민국 제6사단은 제27여단 뒤쪽 지점에서 재편했지만, 원래 병력의 절반으로 규모가 줄어든 상태였다. 제20군은 서울에 대한 중국인민지원군의 주요 공세의 일환으로 서쪽으로 방향을 틀었고, 중국인민지원군 제118사단은 철수하는 대한민국 국군을 뒤쫓으며 가평천 계곡을 따라 계속 진군했다. 북에서 동으로 난 계곡을 따라 진군한 중국인민지원군 제354연대는 오후 10시에 오스트레일리아군 지점에 도달했다. 가평 남쪽에 있는 17번 도로의 중요한 교차점을 점령하고, 오스트레일리아군의 차단 지점의 위치를 거의 알지 못했던 중국인민지원군은 선봉 부대를 저지대에 두고 계곡 어귀에 섬처럼 솟아 있는 길고 낮은 남북의 능선에 접근했다.

## 오스트레일리아군의 방어

### 야간 전투

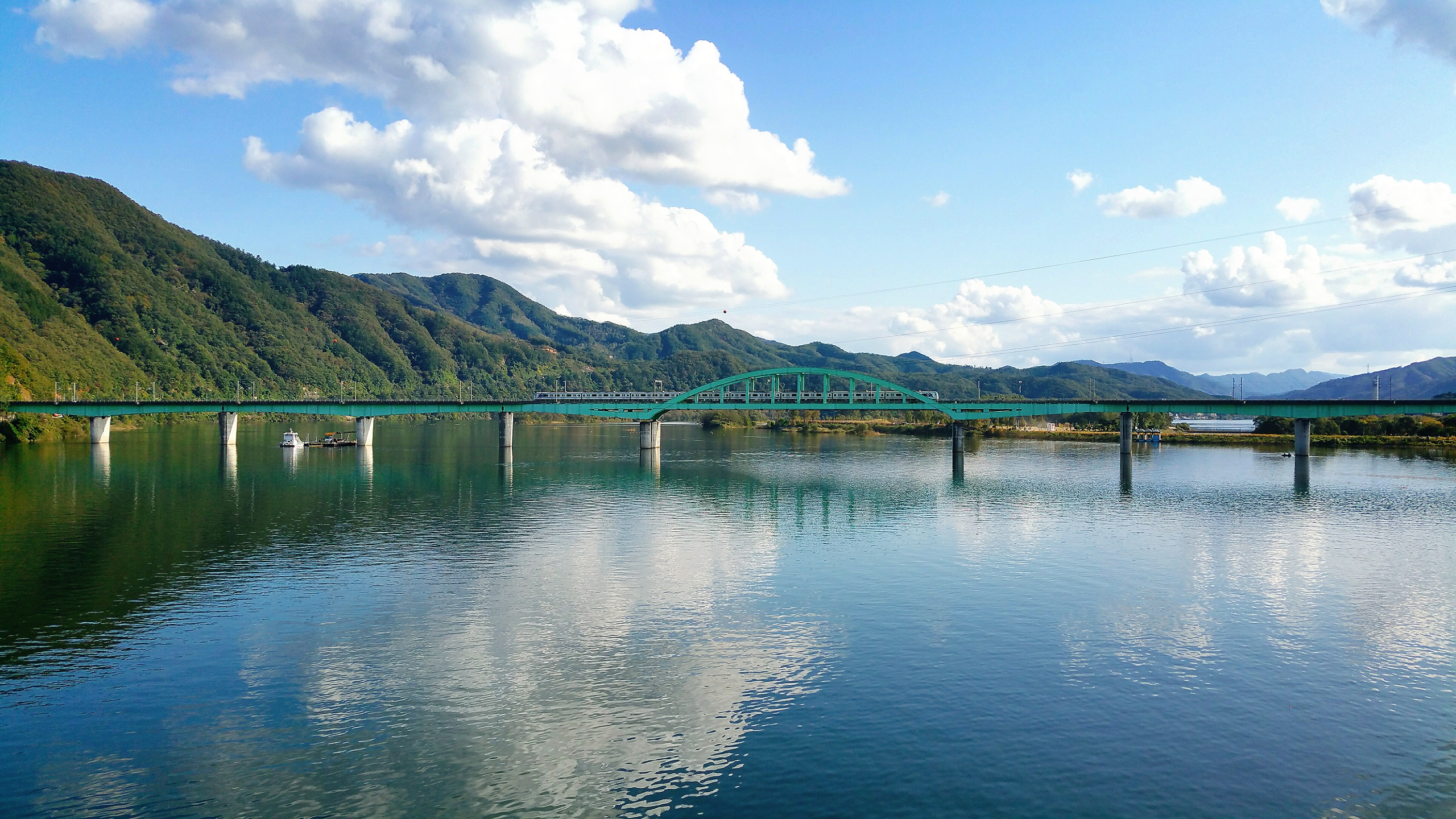
철교가 있는 가평천의 모습. 가평천은 가평 전투 당시 중국인민지원군과 영연방군의 격전지 중 하나였다.

미국 제1해병사단이 임진강 전선을 강화하는 것을 성공적으로 막아낸 중국인민지원군 40군은 4월 23일 제27여단으로 관심을 돌렸다. 전투는 4월 23일과 24일 밤에 시작되어 4월 27일 밤 늦게까지 계속되었는데, 덩위가 지휘하는 중국인민군 제118사단과 제60사단이 영국 제27 영연방여단의 2개 전진대대와 교전을 벌였다. 504고지에서는 중국인민지원군이 오스트레일리아 왕립연대 제3대대의 700명과 최초로 가평에서 교전했고, 전투 초반에 미들섹스 연대와 16명의 뉴질랜드 포병대 사수는 거의 고립되었다. 하지만 오스트레일리아 왕립연대 제3대대의 저항으로 결국 전장에서 안전하게 철수할 수 있었고, 미들섹스 연대는 강 서쪽 둑을 따라 예비 거점으로 이동했다. 중국인민지원군 제60사단과 중국인민지원군 제354연대 2개 대대는 504고지 북서쪽 평원에서 전진하는 오스트레일리아 왕립연대 2개의 중대에 반복적인 공격을 가했다. 대규모의 중국인민지원군이 밤새 공격을 계속했지만, 오스트레일리아 왕립대대 제3연대가 24일 여단 본부로 후퇴할 때까지 여단의 오른쪽 측면을 방어하였다. 그리고 나서 중국인민지원군은 다음날 프린세스 패트리샤 캐나다 경보병연대 제2대대의 700명의 병사들에게 관심을 돌렸다.
중국인민지원군은 퇴각하는 한국군을 이용하여 전투 초기에 여단 진지로 들어가 A중대와 B중대 사이로 침투했고, 오스트레일리아 왕립연대 제3대대가 있는 도로를 통과하여 후방으로 이동하였다. 오스트레일리아 왕립연대 제3대 병사들은 어둠 속에서 중국인민지원군과 한국군을 구별하기 위해 고군분투했고 대대에 딸린 한국 근무단은 목소리로 중국인민지원군을 구별하는 방어 병에게 귀중한 도움을 줄 수 있었다. 21시 30분, 중국인민지원군은 보병 지원 없이 도로에 세워둔 미군 전차의 전방 소대를 처음으로 공격했다. 초기 중국인민지원군의 공격 쉽게 격퇴되었다. 그러나 1시간 뒤 더 강력한 공격으로 소대장을 포함해 전차 지휘관 2명이 사망하자 전차들은 철수해야 했다. 중국인민지원군은 서로 다른 두 개의 공격 축으로 오스트레일리아 왕립연대 제3연대를 공격하기 시작했는데, 한 공격은 504고지 앞의 2개 전방 중대에 대한 공격이었고, 다른 하나는 계곡을 통해 대대 본부 주변의 도로를 가로지르는 공격이었다. 23시에 뉴질랜드 포병연대 제16대대가 여단 본부로 귀환했지만 이들은 그 날 밤 최소한의 지원 밖에 해 줄 수 없었다.
중국인민지원군의 A중대와 B중대 진지에 대한 탐문이 시작되었고, 밤사이에 여러 차례 공격이 일어났다. 간접 사격을 사용한 중국인민지원군은 인해전술로 전진하다가 오스트레일리아 왕립연대 제3대대의 브렌 경기관총, 오언 기관기총, 소총 사격과 수류탄에 의해 반격당했지만 다시 한 번 집결해 공격했다. 전차들의 지원 하에 달시 로플린 대위가 지휘하는 B중대는 중국인민지원군의 각 공격을 격퇴하며 적에게 큰 피해를 입혔고, 오스트레일리아군은 부상자가 없었다. 로플린의 지휘소는 중대 진지로 침투한 다수의 중국인민지원군의 포격을 받았지만, 중국인민지원군은 재빨리 축출되었다. 북쪽 언덕의 전초기지로부터 23시에 중국인민지원군이 측면에서 대량으로 공격했다는 보고가 들어왔고, 중포가 중국인민지원군에 발표했지만, 그 지역에 주둔하던 군대는 연락을 끊고 주요 방어 위치로 철수해야 했다. 중국인민지원군의 주공은 00시 50에 시작하여 4소대를 향해 공격을 가했지만, 1시간 동안의 격렬한 전투 끝에 중국인민지원군은 후퇴했다. 03시 30분에 5소대에 대한 정찰이 이어진 후, 두 번째 공격이 6소대에 가해졌다. 단호한 결의로, 중국인민지원군은 단호하게 전진해 6소대의 경계를 뚫고 나갔고, 셔먼 전차의 지원을 받은 6소대에 반격을 가했다. 04시에, 중대 진지 후방의 작은 전초기지가 50개 이상의 중국인민지원군 부대에게 공격을 받았다. 오스트레일리아 왕립연대 제3대대 소속의 레이 패리 랜스 상병이 지휘하는 4명의 병사들이 중국인민지원군과의 20분 간 교전 끝에 인민지원군 25명 이상을 사했고 많은 인민지원군에 부상을 입었다. 패리는 후에 이 전공으로 군사 훈장을 받았다. 중국인민지원군 약 70명이 B 중대에 4시 45분에 공격을 가했지만 다시 격퇴되었다.
더 높은 산등성이에서 벤 오도 소령이 지휘하는 A 중대는 더 어려운 과제에 직면했고, 중국인민지원군의 심한 공격을 받았다. 중국인민지원군의 첫 정찰은 21시 30분에 시작되었고, 서쪽 측면의 3개 소대 중 가장 낮은 곳에 위치한 1개 소대를 목표로 했다. 그 후 3시간 동안 3개 측면에서 중국인민지원군의 주공이 이어졌다. 많은 사상자를 냈음에도 불구하고, 중국인민지원군은 공격을 계속했고, 수류탄으로 1소대를 차단한 뒤 공격했다. A 중대 1소대는 또한 많은 사상자를 냈고, 브렌 사수 3명 모두를 포함해 소대의 절반 이상이 죽거나 다쳤다. 소화기 사격으로 반격하면서, 그들은 중국인민지원군의 반복되는 공격에 맞서 버텼고, 중국인민지원군의 공격은 1소대의 반격이 거세질수록 더욱 강해졌다. 01시까지, 오도는 1개 소대의 생존자들에게 중대 본부를 통해 2소대와 3소대 사이의 새로운 위치로 철수하라고 명령했다. 중국인민지원군은 3소대에 대한 공격을 04:30까지 이어갔지만, 이전의 1소대와 같은 규모 이루어지지는 않았다.
한편, 제16뉴질랜드 야전포병연대는 이른 아침에 중국인민지원군의 정찰을 받아 3시에 제27여단 본부에서 남쪽으로 4km 떨어진 곳으로 재배치되었다. 두 개의 미군 박격포 중대는 박격포를 단 한 발도 쏘지 않고 무기, 탄약과 보급품이 가득 찬 트럭 50대를 중국인민지원군이 오는 경로에 버려두고 자정 전에 도보로 도망쳤다. 미 부대는 소도로를 발견하고 쉬기 전까지 동쪽의 춘천으로 약 14km를 등산해야 했다.
날이 밝을 무렵, 중국인민지원군은는 오스트레일리아 왕립연대 제3대대 소속 소대 사이의 틈을 통해 포위망을 뚫는 데 성공한 것이 확실해졌으며, 중국인민지원군은 산등성이의 가파른 능선에서 불을 가리고 두꺼운 관목으로 몸을 숨긴 채 기관총으로 오스트레일리아군과 교전하기 시작했다. 빛이 점점 커짐에 따라, 1소대와 3 소대는 곧 고립되었고, 중국인민지원군과 교전할 수 있는 더 나은 사격 진지를 확보하려고 시도하면서 많은 사상자를 냈다. 06에 전투순찰대가 중대본부와 연락하기 위해 출동했고, 전투순찰대가 지선철도를 따라가며 잘못된 산등성이를 지나고 있을 때, 그들은 우연히 중국인민지원군 진지와 마주쳤다. 양측은 곧바로 교전에 들어갔고 6명의 중국인민지원군과 1명의 오스트레일리아 왕립연대 제3대대 병사가 사망했지만, A 중대에 대한 위협은 제거되었다. 오드는 이후 3개 소대와 함께 반격을 시작했고, 원래 1소대가 있던 위치를 점령하고 있던 중국인민지원군을 공격했다. 07:00에 오스트레일리아군은 1소대의 지역을 되찾았, 중국인민지원군은 고지에 있는 오스트레일리아 왕립연대 제3대대의 3개 소대로부터 집중포화를 맞고 철수해야 했으며, 오스트레일리아군은 중국인민지원군에 큰 타격을 가했다. 그러나 그날 밤의 전투로 A 중대는 엄청난 희생을 치렀고, 사망자 중에는 2명의 뉴질랜드 포병연대 전방 감시병이 있었다. 그들은 총 50명 이상의 사상자를 냈고, 이는 A 중대 전체 병력의 절반 수준이었다. 한편, 오른쪽 측면에서는 놈 대위가 지휘하는 D 중대가 504고지 정상을 지켰지만 밤중에는 격렬한 교전을 치르지 않았고, 레그 손더스 대위가 지휘하는 C 중대는 단 한 차례 공격을 받았다.

## 같이 보기
- 캐나다 전투 기념비
- 영연방 참전 기념비
- 가평의 날